# Frösåkers församling
Frösåkers församling är en församling i Upplands norra kontrakt i Uppsala stift i Svenska kyrkan. Församlingen ligger i Östhammars kommun i Uppsala län och ingår i Roslagens norra pastorat.

## Administrativ historik
Församlingen bildades 2006 genom sammanslagning av Börstils, Forsmarks, Hargs, Valö och Östhammars församlingar. Från 2017 ingår församlingen i Roslagens norra pastorat.

## Kyrkor

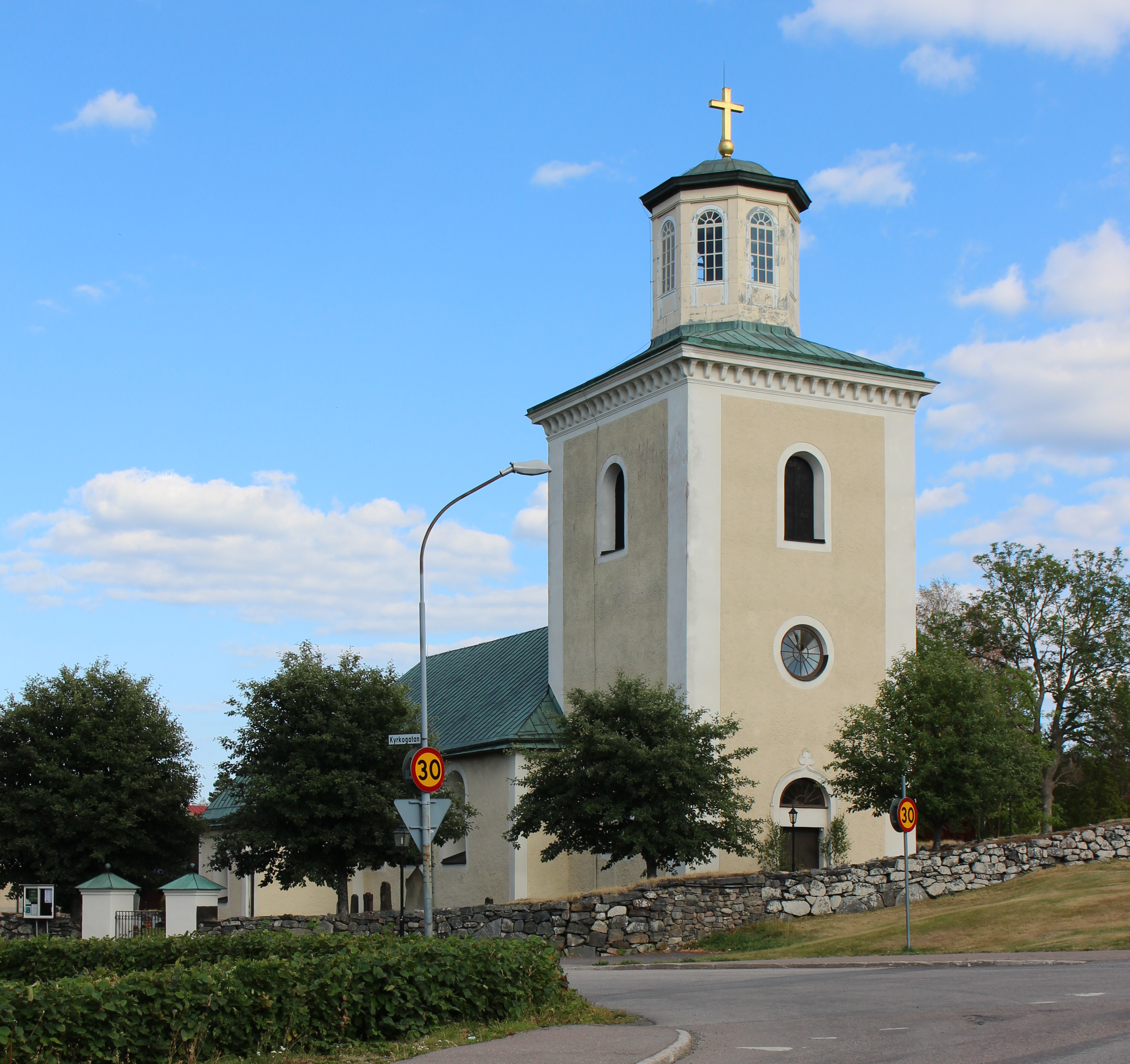
Östhammars kyrka
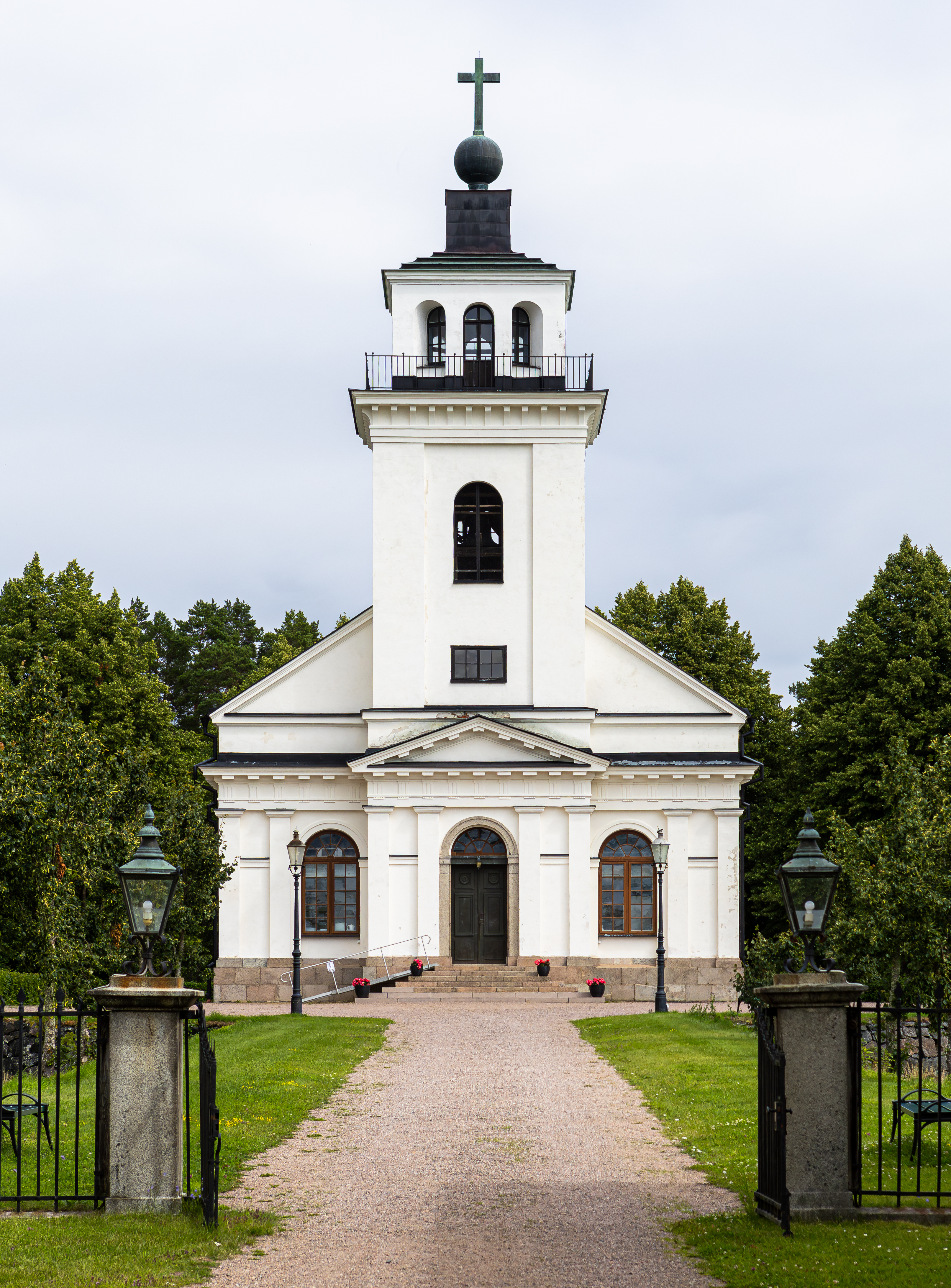
Forsmarks kyrka
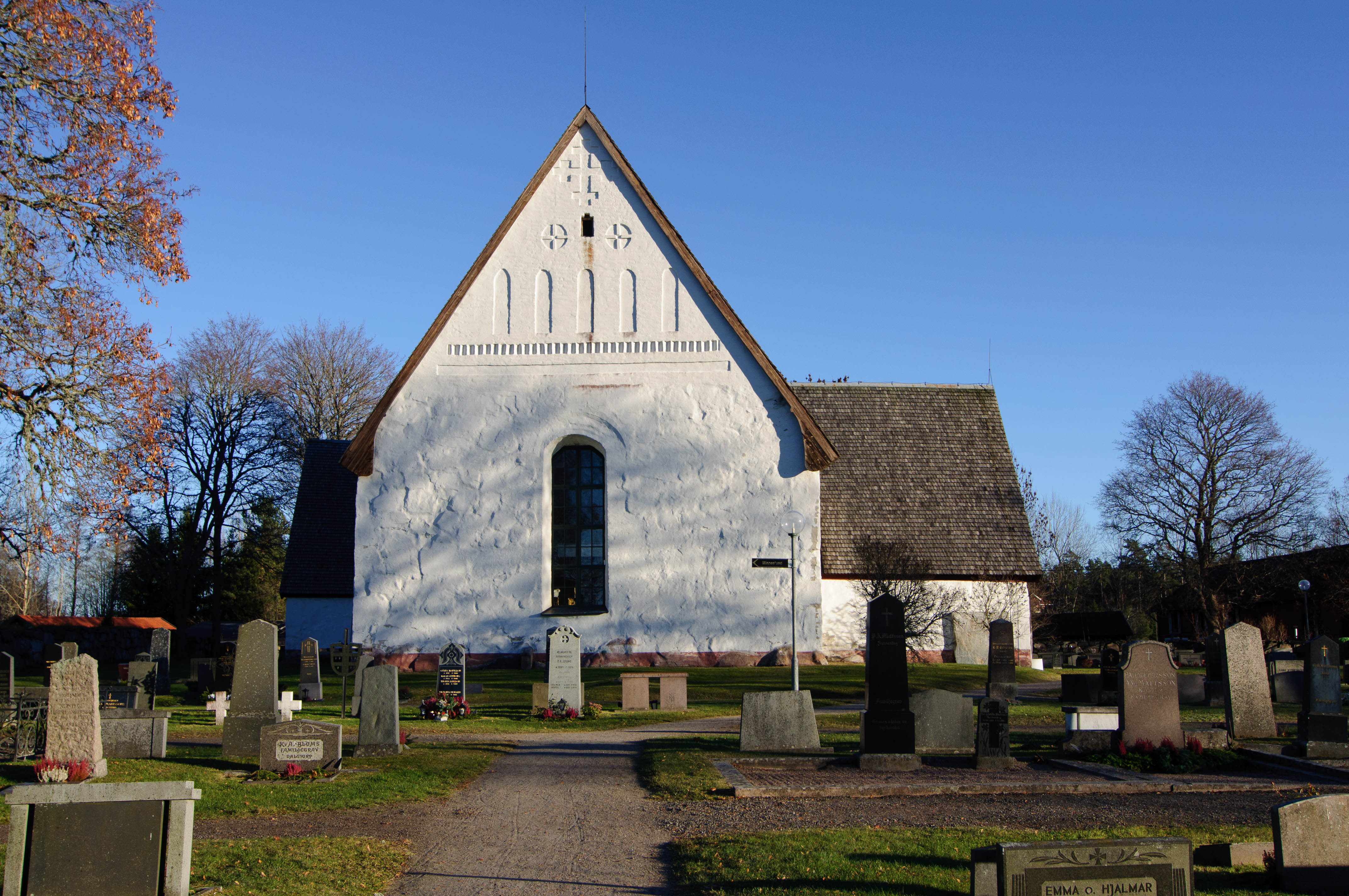
Valö kyrka
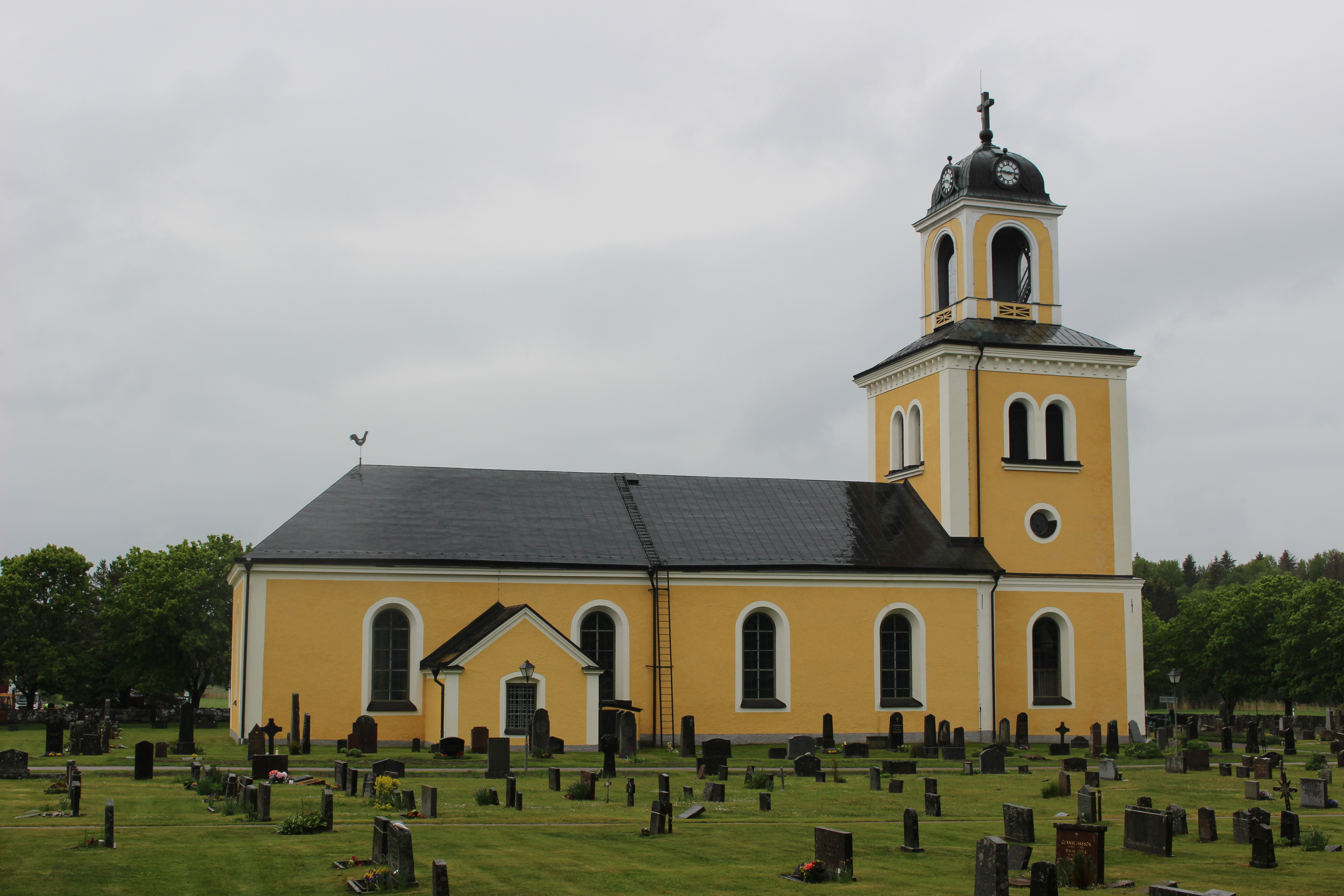
Börstils kyrka
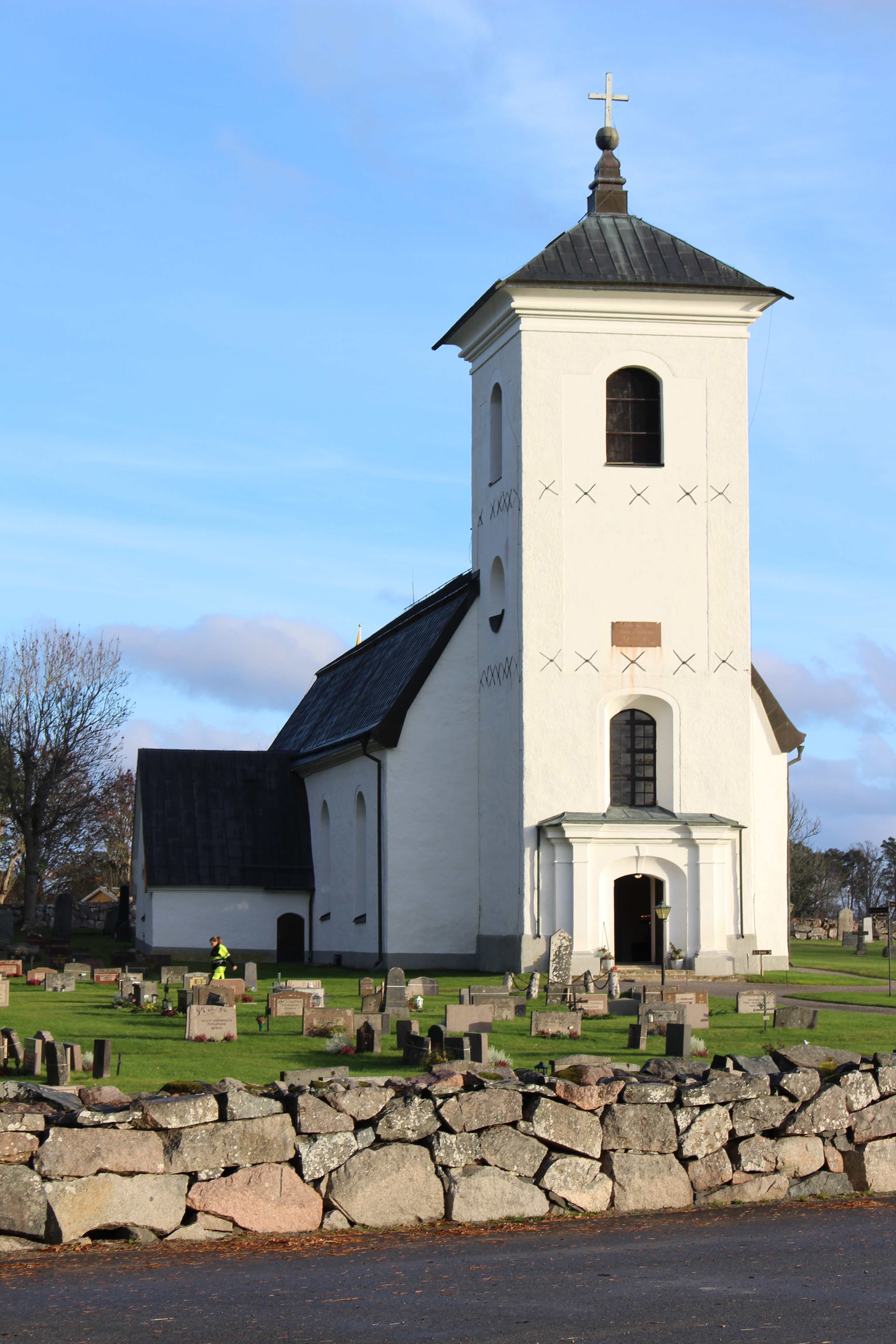
Hargs kyrka